# Napomyza marginalis
Napomyza marginalis är en tvåvingeart som beskrevs av Frost 1927. Napomyza marginalis ingår i släktet Napomyza och familjen minerarflugor. Inga underarter finns listade i Catalogue of Life.